# میوه حاره‌ای

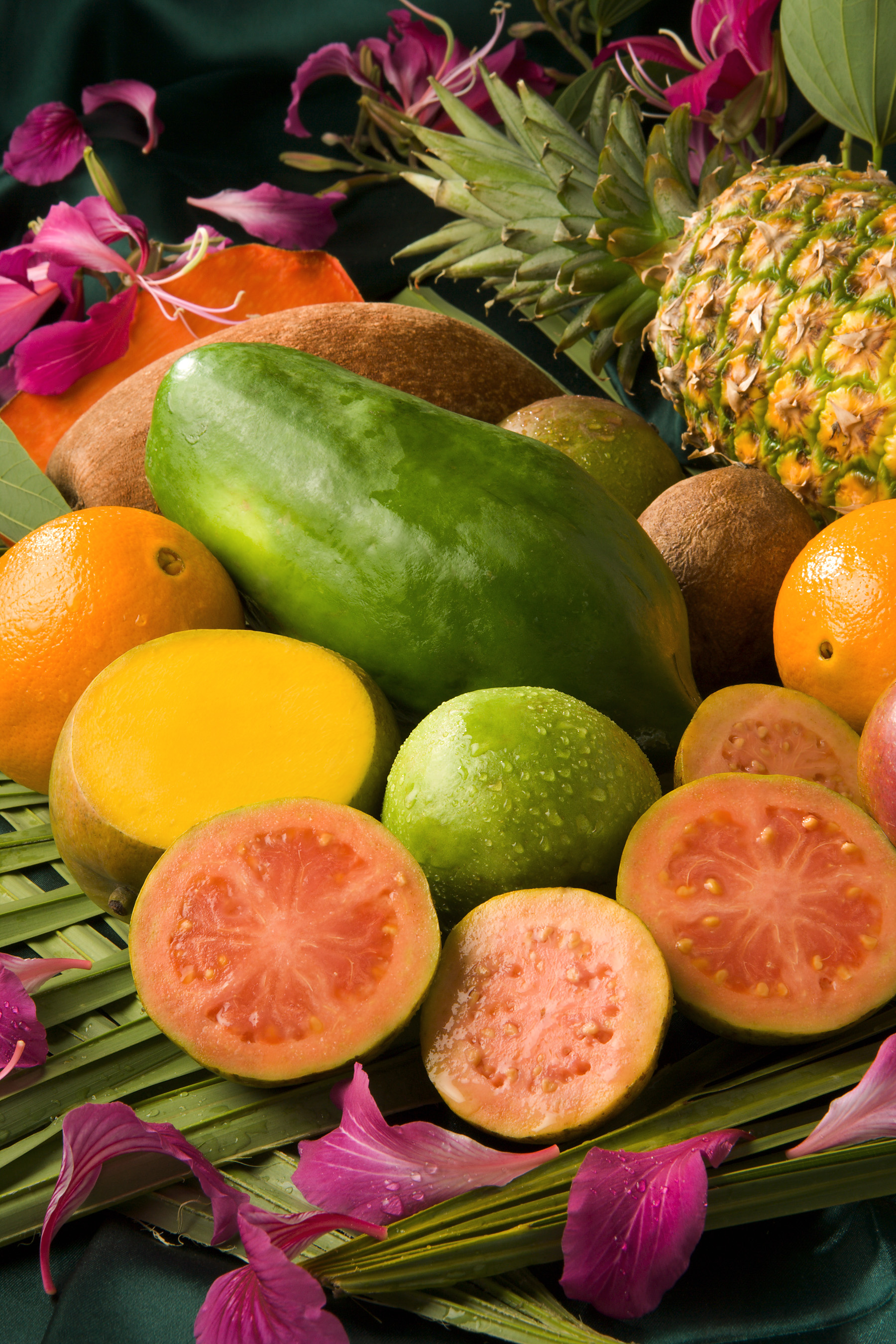
میوه‌های حاره‌ای، از جمله مامی ساپوت، انبه، پرتقال، پاپایا، آناناس و چیکو

میوه‌های حاره‌ای (انگلیسی: Tropical fruit) به آن دسته از میوه‌ها گفته می‌شود که معمولاً در اقلیم گرم یا مناطق حاره‌ای رشد می‌کند.

## میوه‌های گرمسیری
انواع میوه‌های گرمسیری عبارتند از:
- گیلاس باربادوس (گیلاس هند غربی)
- آکی
- موز
- گل ساعتی حاره‌ای
- فندق برزیلی
- درخت نان
- میوه تخم مرغی

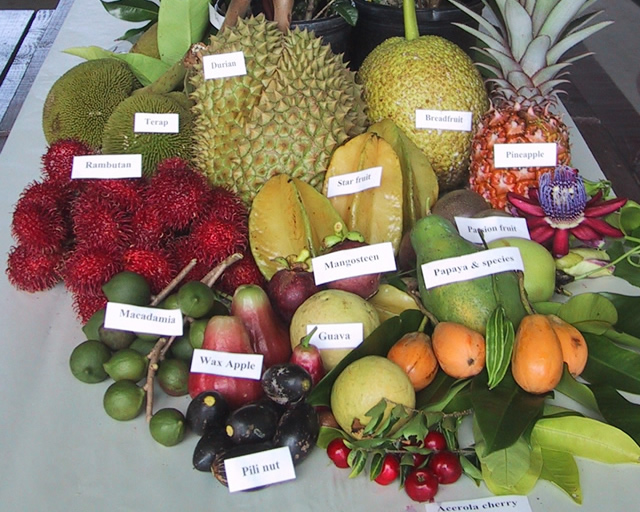
گروهی از میوه‌های حاره‌ای

- میوه ستاره سان (میوه ستاره یا پنج انگشت)

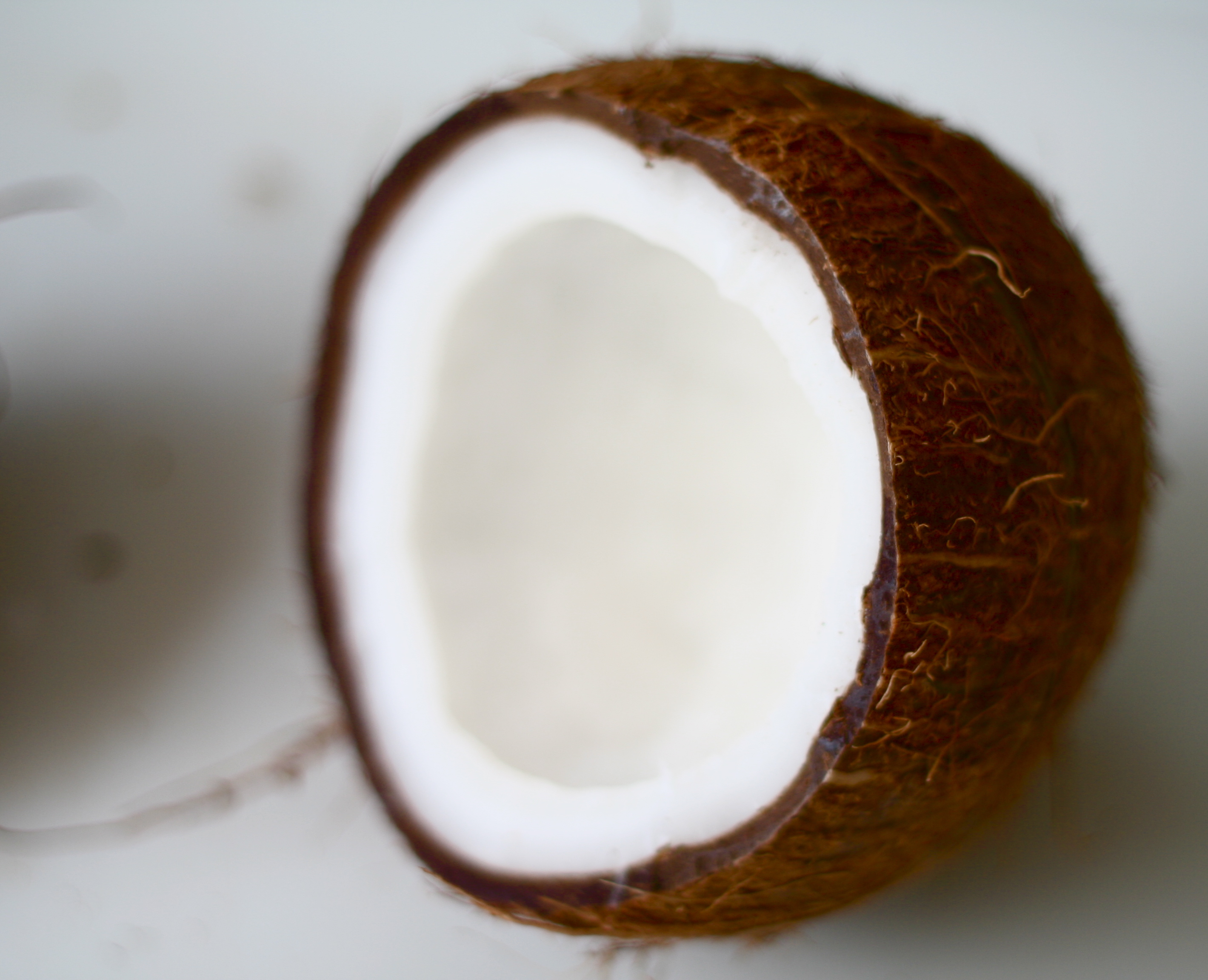
یک نارگیل تقسیم شده

- بادام هندی
- چنت (گینپ یا آکی)
- چری‌مویا
- پوتریا کایمیتو
- کاکائو

- نارگیل
- قهوه
- کوپوآکو
- سیب کاستارد
- خارگیل
- جنیپاپو
- آلوی هندی
- گوارنا
- گواوا
- آلو گراز
- نان صحرایی
- چشالو
- سرخالو
- ماکادمیا
- مامی ساپوت (سیب مامه)
- مامونچیلو
- انبه
- منگوستین
- مارنگ
- پاپایا
- میوه شور
- خرما
- پیوا (آجیل هلو)
- پیلی
- آناناس
- موز پختنی
- اینگا ادالیس (لوبیا بستنی)
- انار
- پومرک
- آمبارلا (سیب طلایی یا آلو ژوئن)
- مژکی
- چیکو
- ساپادیل
- شکر سیب
- تمر هندی
- سیب شمعی (سیب زنگوله)
- سیب مکزیکی